# 薩利姆·納吉迪
薩利姆·納吉迪（阿拉伯語：سالم النجدي，2003年1月27日—），沙烏地阿拉伯足球運動員，司職左後衛和左邊鋒，效力於沙烏地聯賽艾納斯。

## 職業生涯
納吉迪於艾法特青年隊開始其職業生涯。2021年8月23日，納吉迪與俱樂部簽署了他的第一份職業合同，他在其他球員染上新冠之後被召入一線隊。2022年1月1日，納吉迪在對陣艾納斯的比賽中首次被放進替補席中。同年6月27日，他在2-1敗給艾納斯的比賽中首次上演首秀。
2024年8月15日，納吉迪加盟艾納斯，合同為期五年。

## 國家隊生涯
2021年1月12日，納吉迪首次被召入20歲以下國家足球隊，同時入選了2022年阿拉伯盃U20之最終名單。在沙烏地第二次獲得冠軍的征程中，他始終處於首發位置。
2022年6月，他隨沙烏地隊參加於法國舉行的土倫盃國際足球錦標賽。

## 榮譽
艾納斯
- 沙特超級盃：2024年沙烏地超級盃（英语：2024 Saudi Super Cup）亞軍

沙烏地阿拉伯U20
- 阿拉伯盃U20（英语：Arab Cup U-20）：2022年阿拉伯盃U20（英语：2022 Arab Cup U-20）

## 外部連結
- Soccerway資料庫：薩利姆·納吉迪